# Larry Lindvall
Larry Lindvall, född 7 mars 1966, är en svensk thai- och kickboxare som även tävlade i K-1. Lindvall började sin karriär som boxare och kickboxare innan han 1990 gick över till thaiboxning.
Som amatör har Lindvall på meritlistan bland annat guldmedalj i VM i thaiboxning 1996 samt guldmedalj i VM i kickboxning 1995.
Lindvall avslutade sin aktiva karriär 2006.

## Meriter

### Resultat 1992-2003
- 50 matcher
- 43 vinster
- 7 förluster

### Titlar (amatör)
- SM-guld thaiboxning -92
- VM-guld kickboxning -95
- EM-guld kickboxning -96
- VM-guld thaiboxning -96
- VM-silver thaiboxning -98

### Titlar (proffs)
- K-1 Scandinavia guld 2001
- K-1 Scandinavia guld 2003